# Dufftown
Dufftown (gael. Baile Bhainidh) − miasto w Wielkiej Brytanii, w Szkocji. Początkowo miasto nazywało się Mortlach, jednak w XIX wieku hrabia Fife zmienił nazwę miasta na obecną.
W Dufftown znajdują się ruiny zamku Balvenie.